# Cristiana De Filippis
Pour les articles homonymes, voir De Filippis.
Cristiana De Filippis (née en 1992) est une mathématicienne italienne dont les recherches portent sur la théorie de la régularité (en) des équations aux dérivées partielles elliptiques et des équations aux dérivées partielles paraboliques. Elle est professeure associée à l'université de Parme.

## Formation et carrière
De Filippis est née à Bari en 1992 , et elle grandit à Matera,. Elle obtient une laurea en mathématiques en 2014 à l'université de Turin, et une laurea magistrale en 2016 à l'université de Milan-Bicocca (les équivalents italiens d'une licence et d'une maîtrise), encadrées respectivement par Susanna Terracini et Veronica Felli. Elle termine son doctorat à l'université d'Oxford en Angleterre en 2020, avec une thèse intitulée Vectorial problems: sharp Lipschitz bounds and borderline regularity supervisée par Jan Kristensen, . 
Après des recherches postdoctorales à l'Université de Turin, elle devient professeure assistante à l'Université de Parme en 2021, puis elle obtient une habilitation en 2023 et elle est promue professeure associée en 2024. 

## Activité scientifique
Les recherches de De Filippis sont principalement consacrées aux problèmes de théorie de la régularité dans les équations aux dérivées partielles elliptiques et paraboliques, avec un accent particulier sur celles provenant du calcul des variations. En collaboration avec Giuseppe Mingione, elle prouve une théorie de type Schauder pour les équations et fonctionnelles non uniformément elliptiques,,,. Elle utilise largement les méthodes théoriques du potentiel non linéaire dans le contexte de la régularité elliptique,,. 

## Reconnaissance
De Filippis reçoit un prix de doctorat G-Research à Oxford en 2019 Elle est la lauréate 2020 du prix Gioacchino Iapichino d'analyse mathématique de l'Accademia dei Lincei  et l'une des deux lauréates 2023 du prix Bartolozzi . En 2024, elle reçoit le prix de la Société mathématique européenne, décerné pour « ses contributions exceptionnelles à la régularité elliptique, en particulier les estimations de Schauder pour les équations elliptiques non uniformes et les intégrales variationnelles non différentiables, et les minima des intégrales quasiconvexes »,,.
En 2023, De Filippis est élue dans la cohorte inaugurale de la Jeune Académie de la Société mathématique européenne ,  et l'édition italienne de Forbes l'a incluse dans la liste 2023 des 100 femmes italiennes à succès.

## Publications (sélection)
- avec Giuseppe Mingione: Nonuniformly elliptic Schauder theory. Inventiones Mathematicae 234, n°3, 2023. p. 1109–1196.
- avec Giuseppe Mingione: The sharp growth rate in nonuniformly elliptic Schauder theory. Duke Mathematical Journal 174, n°9, 2025. p. 1775-1848.
- avec Giuseppe Mingione: Gradient regularity in mixed local and nonlocal problems. Mathematische Annalen 388, n°1, 2024. p. 261–328.